# Hernando Caro Mendoza
Hernando Caro Mendoza (Bogotá, 30 de diciembre de 1927-Bogotá, 2 de enero de 2004) fue un periodista, crítico musical, y docente universitario de Colombia. Aunque de profesión abogado, su pasión siempre fueron la música y la radio, con participaciones en la emisora HJCK – «El Mundo en Bogotá», la Radio Nacional de Colombia y la emisora HJUT de la Universidad Jorge Tadeo Lozano, lo cual le valió el reconocimiento de sus colegas y el público.

## Biografía
Hernando Caro Mendoza, hijo de Roberto Caro Grau y Alicia Mendoza Villafrade, fue un reconocido musicólogo y académico colombiano, un gran conocedor de la música clásica en general, y de la música francesa en particular. Quienes le conocieron íntimamente, le llamaban «Bodoque», y destacan su talento como cocinero, así como su pasión por el juego de petanca.
Durante su carrera periodística, desde 1952 se desempeñó como colaborador de diversas revistas y periódicos, tales como El Siglo, La República, Cromos, La Calle, Devenir, Pluma, Revista de la Universidad Nacional, Universitas, Lámpara, Revista Gaceta de Colcultura, Revista del Teatro Colón, revista «Programas» de la emisora HJCK – «EL Mundo en Bogotá», Revista de la Radio Nacional, Revista de la Emisora Javeriana, revista El Malpensante, entre otras. Fue fundador y director de la revista Música de «Asoscol» - Asociación de Simpatizantes de la Orquesta Sinfónica de Colombia, de 1964 a 1966. Y para el periódico El Espectador de Bogotá trabajó como crítico musical desde 1971 hasta 1996.
Algunos de sus programas radiales más recordados, fueron los dedicados a las cantatas de Bach,  así como monografías para radio sobre Vivaldi, Monteverdi, Rossini, Verdi, Puccini, los veristas, Ravel, Manuel de Falla, Bach, y los músicos impresionistas, el Barroco, la música descriptiva, antologías de la música vocal y Berlioz.
En 1995, con motivo del centenario del nacimiento de León de Greiff escribió y dirigió por la emisora HJCK - «El Mundo en Bogotá», un programa especial en el que abordó la influencia de la música en la poesía del maestro de Greiff.

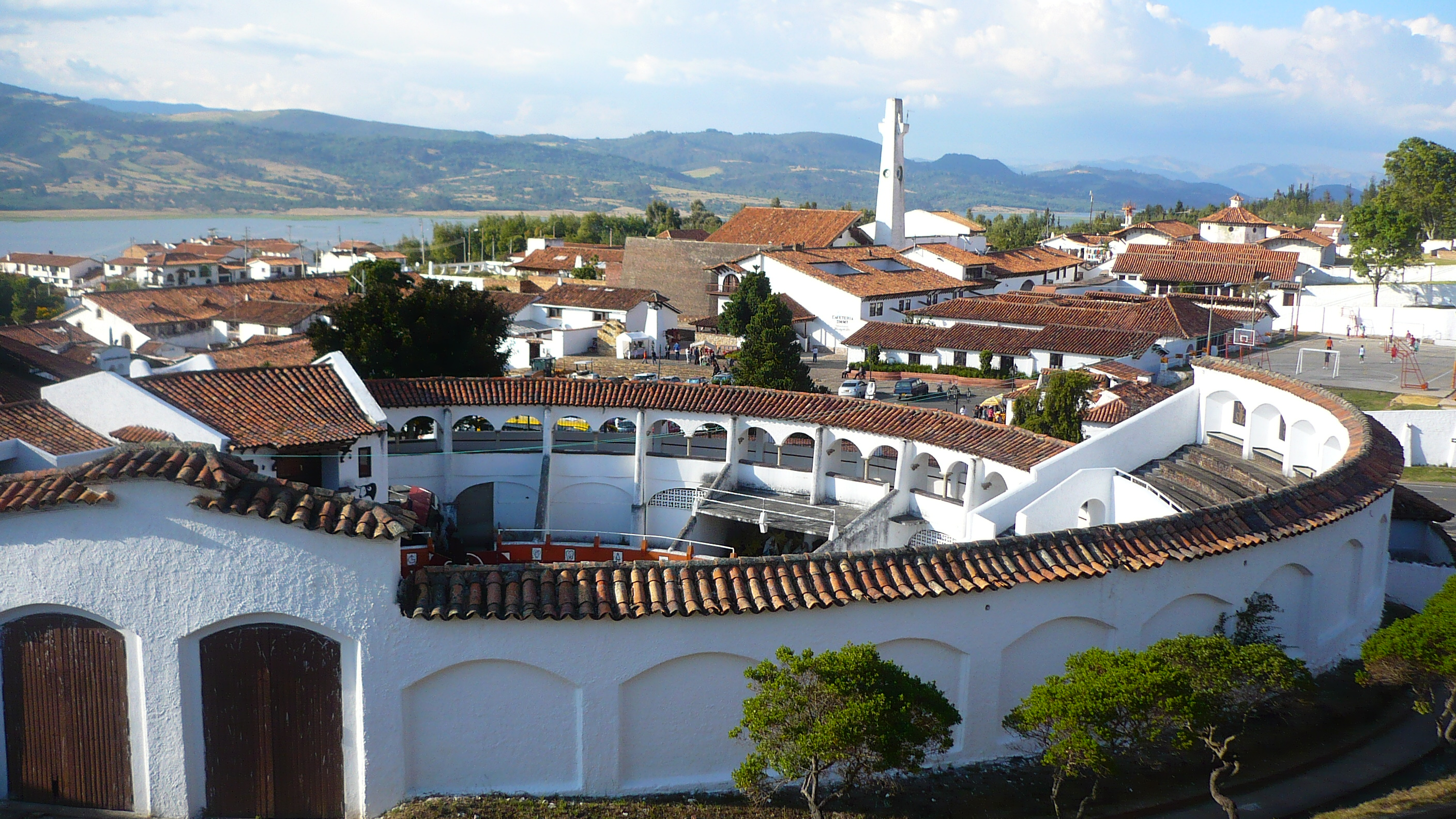
Guatavita (la nueva), Cundinamarca, inaugurada el 15 de septiembre de 1967

### Actividad coral
Fue fundador, y director desde 1962 hasta su muerte, del grupo «Música Antigua de Bogotá» que se presentó durante décadas en numerosas audiciones realizadas en diversas iglesias, universidades, el Teatro Libre de Bogotá y otras ciudades de Colombia. El grupo participó de la inauguración de Guatavita, la nueva. De su repertorio se destacan obras de la Edad Media, el Renacimiento y el Barroco, entre ellas, el anónimo «Drama de Daniel», «Las Siete Palabras», como también conciertos sacros de Heinrich Schütz, incluso en el renombrado Festival de Música Religiosa de Popayán, la Misa y el Oratorio de Navidad de Marc-Antoine Charpentier, las Ensaladas de Mateo Flecha el Viejo, la primera ópera francesa «Pomone» de Cambert, el primer acto de la ópera «Orfeo» de Claudio Monteverdi, madrigales, canciones polifónicas, danzas y melodías de trovadores y troveros medievales, y un extenso repertorio de canciones de Navidad.

## Distinciones
- Premio de Periodismo Simón Bolívar (mejor trabajo cultural en radio, por la serie "Rossini - 200 Años", 1992).
- Medalla al Mérito Cultural del Ministerio de Cultura de Colombia (condecoración por su vida y obra, 2003).

## Publicaciones
- «La Personalidad del sindicado en el Proceso Penal Colombiano». (Tesis de grado). Imprenta Nacional. 1953.
- «La Música en Colombia». Espiral, Bogotá, 1970.
- «Guillermo Uribe Holguín, compositor colombiano». Revista de la Universidad Nacional de Colombia, No. 5, septiembre de 1970.
- «La Música en Colombia en el Siglo XX. Nueva Historia de Colombia». Editorial Planeta de Colombia. Bogotá, 1989 (en 2006 se reeditó y se publicó en Los Talleres de El Malpensante, y su lanzamiento tuvo lugar el 9 de marzo de 2006, en el Teatro Colón de Bogotá).
- «La Música en la Poesía de León de Greiff». 1990, con los auspicios del Instituto Colombiano de Cultura (Colcultura).
- «El robo del espermatozoide y otras fantasías eróticas».[5] Libro de Cuentos. Vanity Press. 2000.

## Homenaje
A diez años de su fallecimiento, en 2014 se realizó un concierto en su homenaje, en el cual se estrenó en público una obra musical inédita y desconocida, compuesta por Hernando Caro Mendoza, titulada «Paisaje Marino» (1949).